# Hugh Draper

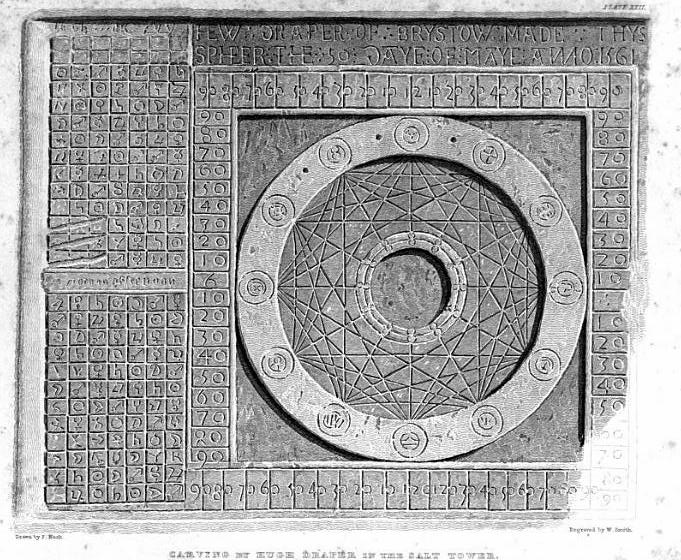
Drapers' Astronomische Karte an einer Wand des Salt Towers

Hugh Draper oder Hew Draper war ein Wirt in Bristol und Gefangener im Tower of London. Er ist der Nachwelt vor allem durch seine kunstvollen Gravuren bekannt, die er in die Wände seiner Zelle im Salt Tower gekerbt hat. Dabei handelt es sich zum einen um eine astronomische Karte, zum anderen um einen Globus.
Draper war ein wohlhabender Inn-Keeper und Astronom, der bei seinen Nachbarn einen guten Leumund genoss. Draper wurde 1560 auf Anklage des Astronomen John Man hin in den Tower gesperrt. Ihm wurde Zauberei zum Schaden von William St. Lowe und dessen Frau zur Last gelegt. In seiner Aussage gestand Draper, sich ehedem in Zauberei versucht zu haben. Jedoch nicht zum Schaden Dritter. Außerdem sei dies lange her, alle entsprechenden Bücher und Utensilien bereits verbrannt. Über Drapers weiteren Verbleib ist nichts überliefert.
Zur Zeit seiner Haft im Tower wirkte er gesundheitlich angegriffen. Er hinterließ mehrere Hinterlassenschaften an den Wänden seiner Zelle, wobei die astronomische Uhr die Bekannteste und Auffallendste ist.
Drapers Karte zeigt die astrologischen Symbole der Sternzeichen, die mit Ziffern und Berechnungen gekennzeichnet sind und zahlreiche Verbindungslinien zwischen ihnen. Die Gravur eines Globus zeigt sowohl geographische Präzision als auch den Eindruck von Tiefe. Der Globus ist gekennzeichnet mit dem Datum 30. Mai 1561. Unter den mehr als 300 Wandgravuren im Tower stellen Drapers Arbeiten damit gleich zwei Ausnahmen dar. Zum einen sind sie ungewöhnlich kunstvoll ausgeführt. Zum anderen weichen sie thematisch von allen anderen Arbeiten ab. Diese erstrecken sich meist auf einfache Namenszüge oder kurze Zitate aus der Bibel. Eine aufwendige Arbeit zu einem nicht-christlichen Motiv bildet eine absolute Ausnahme im Tower.